# Iwan Tscheparinow
Iwan Tscheparinow (bulgarisch Иван Чепаринов; wissenschaftliche Transliteration Ivan Čeparinov; FIDE-Schreibweise Ivan Cheparinov; * 26. November 1986 in Assenowgrad) ist ein bulgarischer Schachspieler, der zwischenzeitlich von Juli 2018 bis Oktober 2020 für den georgischen Schachverband spielberechtigt war.

## Werdegang
Sein Vater Nedeltscho (bulgarisch Неделчо) (* 1958) brachte ihm im Alter von fünf Jahren das Schachspielen bei. Seit Tscheparinows drittem Platz in der Reservegruppe in Wijk aan Zee 2000 hatte er alle Normen für den Titel Internationaler Meister zusammen; der Titel wurde ihm im Oktober 2001 verliehen. Großmeister ist er seit Oktober 2004. Die erforderlichen Normen erfüllte er im Juni 2003 bei einem GM-Turnier in Pančevo, im September 2003 beim I Alberto Concello in Mondariz, im März 2004 beim IV Abierto Intl in Dos Hermanas und im April 2004 bei der bulgarischen Einzelmeisterschaft in Sofia.

## Erfolge
Im Jahr 2000 wurde er bulgarischer Jugendmeister, 2004, 2005 und 2012 bulgarischer Meister. In Spanien gewann er mehrere Turniere. Beim Schach-Weltpokal 2005 in Chanty-Mansijsk kam er bis in die dritte Runde, wobei er in der ersten Runde Aljaksej Fjodarau und in der zweiten Runde Wassyl Iwantschuk ausschaltete. In der dritten Runde verlor er dann im Tie-Break knapp gegen Magnus Carlsen. Beim Essent-Turnier in Hoogeveen gewann er im Oktober 2006 das Open. Im April 2007 wurde er bei der Europameisterschaft in Dresden Fünfter und gewann im Mai das Sigeman & Co Chess Tournament in Malmö. Beim Schach-Weltpokal 2007 in Chanty-Mansijsk erreichte er das Viertelfinale, nachdem er den mexikanischen Großmeister Juan Carlos González Zamora, Vladislav Tkachiev, Şəhriyar Məmmədyarov und Wang Yue ausgeschaltet hatte. Er schied wiederum gegen Magnus Carlsen aus. Beim Schach-Weltpokal 2009 besiegte er in der ersten Runde Jurij Kryworutschko, scheiterte jedoch in der zweiten Runde an Viktor Bologan. Im November 2010 gewann er die Masters-Gruppe beim Kilkenny Chess Congress in Irland, im Februar 2014 siegte er beim Tradewise Festival in Gibraltar.
Bei der Schach-Europameisterschaft 2022 wurde Tscheparinow Vierter.
Mit seiner bisher höchsten Elo-Zahl von 2713 im Januar 2008 lag er auf Platz 19 der FIDE-Weltrangliste.

## Nationalmannschaft
Mit der bulgarischen Nationalmannschaft nahm Tscheparinow an den Schacholympiaden 2002, 2004, 2006, 2008, 2010, 2012 und 2014 und den Mannschaftseuropameisterschaften 2001, 2003, 2005, 2007, 2009 und 2011 teil. Für Georgien spielte er bei der Schacholympiade 2018 und der Mannschafts-EM 2019.

## Vereine
In Bulgarien spielte Tscheparinow für Naiden Woinow, mit denen er am European Club Cup 2010 teilnahm. In Spanien spielte er von 2007 bis 2012 für die Mannschaft von CA Magic Mérida, mit der er 2007 und 2009 spanischer Mannschaftsmeister wurde sowie 2007 und 2008 am European Club Cup teilnahm. 2007 gewann er den Wettbewerb mit der Mannschaft und erreichte am fünften Brett das beste Einzelergebnis. In der spanischen Mannschaftsmeisterschaft 2016 spielte Tscheparinow für CA Magic Extremadura, 2019 spielte er erneut für die Mannschaft und gewann den Titel. Mit PGMB Rostow am Don nahm Tscheparinow 2013 sowohl an der russischen Mannschaftsmeisterschaft als auch am European Club Cup teil, die niederländische Meesterklasse gewann er 2006 mit U-Boat Worx/De Variant Breda. In der chinesischen Mannschaftsmeisterschaft spielte Tscheparinow 2017 für die Mannschaft von Tianjin und 2018 für Shenzhen. Die britische Four Nations Chess League gewann er 2018 mit Guildford A&DC. In der deutschen Bundesliga spielte Tscheparinow in der Saison 2018/19 für die SV 1930 Hockenheim, in der Saison 2019/21 trat er für die SG Turm Kiel an (nach Fusion SK Doppelbauer Kiel).

## Sekundantentätigkeit
Seit Anfang 2005 war er für einige Jahre Sekundant von Wesselin Topalow. Tscheparinow führte für Topalow Computeranalysen durch und wurde für viele der erfolgreichen Neuerungen in Topalows Eröffnungen verantwortlich gemacht. Der Manager von Tscheparinow war Silvio Danailow, der auch Topalow betreute.

## Der verweigerte Handschlag
Beim Corus-Schachturnier im Januar 2008 in Wijk aan Zee verlor Tscheparinow kampflos seine Partie gegen Nigel Short, weil er diesem zu Beginn der Partie den Handschlag verweigerte. Nach einem Protest Danailows wurde die Entscheidung des Schiedsrichters revidiert und die Partie nachgeholt, mit der Auflage, dass Tscheparinow sich entschuldige und Short die Hand reiche. Short hatte sich in der Vergangenheit wiederholt kritisch über Topalow und Danailow geäußert. Die nachgeholte Partie gewann Short.

## Privates
Er ist mit der Großmeisterin Antoaneta Stefanowa verheiratet, mit der er eine Tochter hat.

## Werke
- Cheparinov's 1.d4! Volume 1: King's Indian & Grünfeld. Thinker's Publishing, Nevele 2020, ISBN 978-94-92510-70-9.